# Andrea Doria (D553)
Andrea Doria (D553) je fregata Italského námořnictva, která byla postavena v loděnici Fincantieri. Jedná se o fregatu třídy Orizzonte.

## Stavba

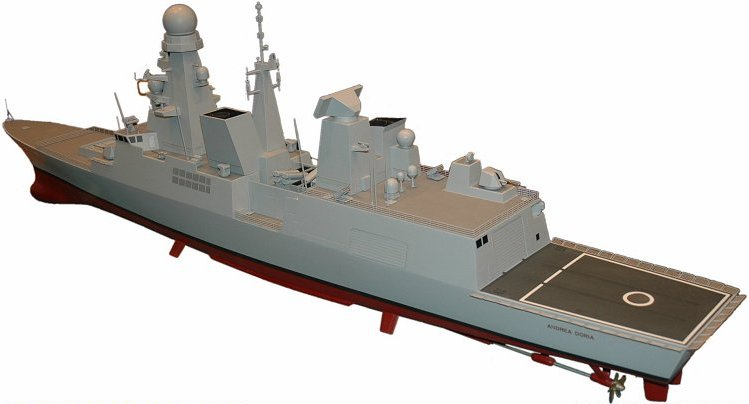
Model fregaty

Stavba fregaty Andrea Doria začala 19. července 2002 v Itálii. V říjnu 2005 byla loď spuštěna na vodu a dne 22. prosince 2007 byla Andrea Doria slavnostně uvedena do služby.

## Výzbroj

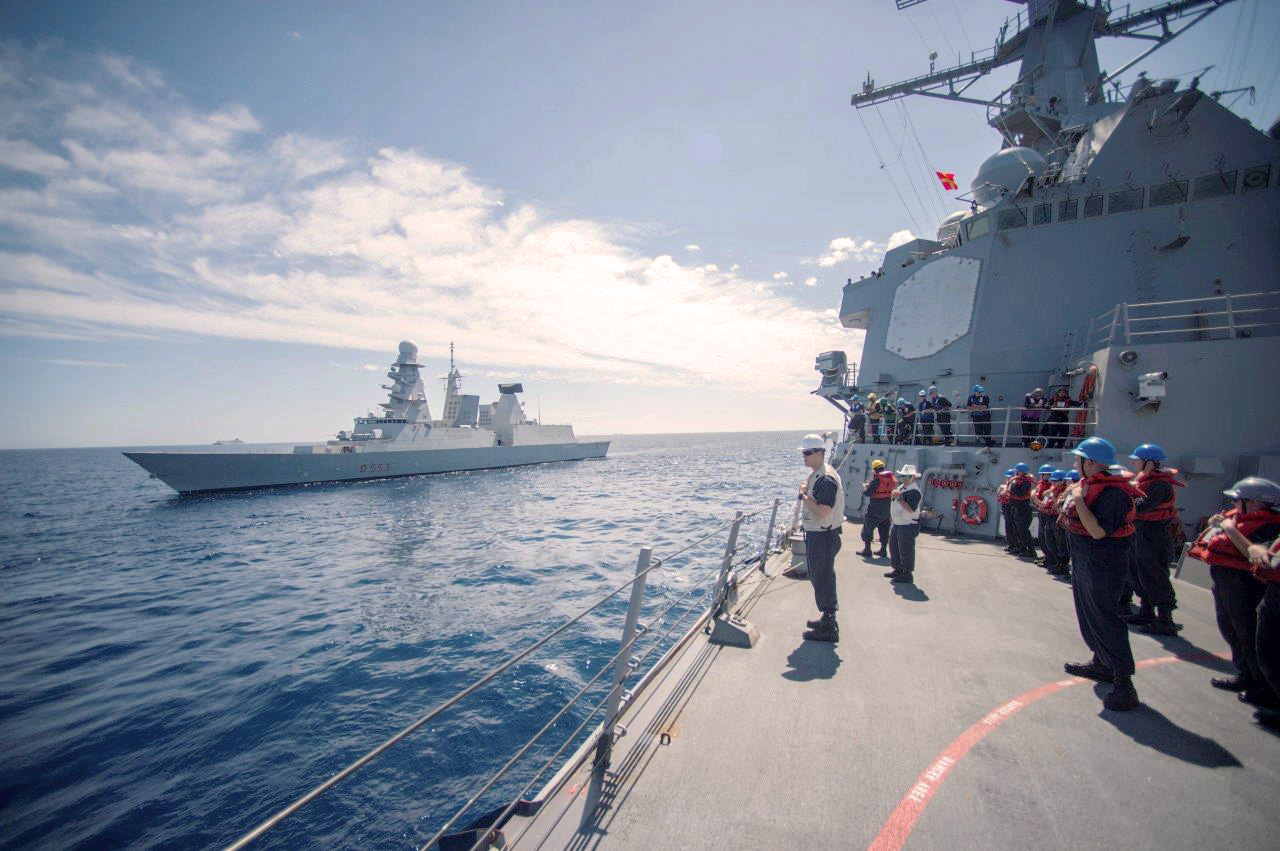
Andrea Doria vedle amerického torpédoborce USS Mason (DDG-87)

Andrea Doria je vyzbrojena třemi 76mm lodními kanóny OTO Melara, dvěma 25mm automatickými kanóny Oerlikon KBA a dvěma čtyřnásobnými odpalovači protilodních střel Otomat. Dále je loď vybavena protiletadlovým raketovým systémem PAAMS (Principal anti air missile system). Ze šesti osmihlavňových vertikálních vypouštěcích zařízení Sylver A50 se odpaluje čtyřicet osm protiletadlových řízených střel Aster 15 nebo Aster 30. Fregata také disponuje dvěma 324mm torpédomety EuroTorp B515/1 pro torpéda MU90 Impact a dvěma akustickými zbraněmi SITEP LRAD MASS CS-424, které jsou na lodi nainstalované roku 2017.